# Teatro de Quersoneso
El Teatro de Quersoneso era un antiguo teatro griego situado en la ciudad de Quersoneso, en la Táurica, en la actual Ucrania. Sus ruinas forman parte del yacimiento arqueológico de Quersoneso, cerca de Sebastopol, declarado Patrimonio de la Humanidad por la Unesco.

## Historia
Fue construido en el período helenístico, entre los años 200 y 100 a. C. En el siglo I d. C. , en el período romano se modificó para que pudiera utilizarse también para espectáculos de gladiadores.

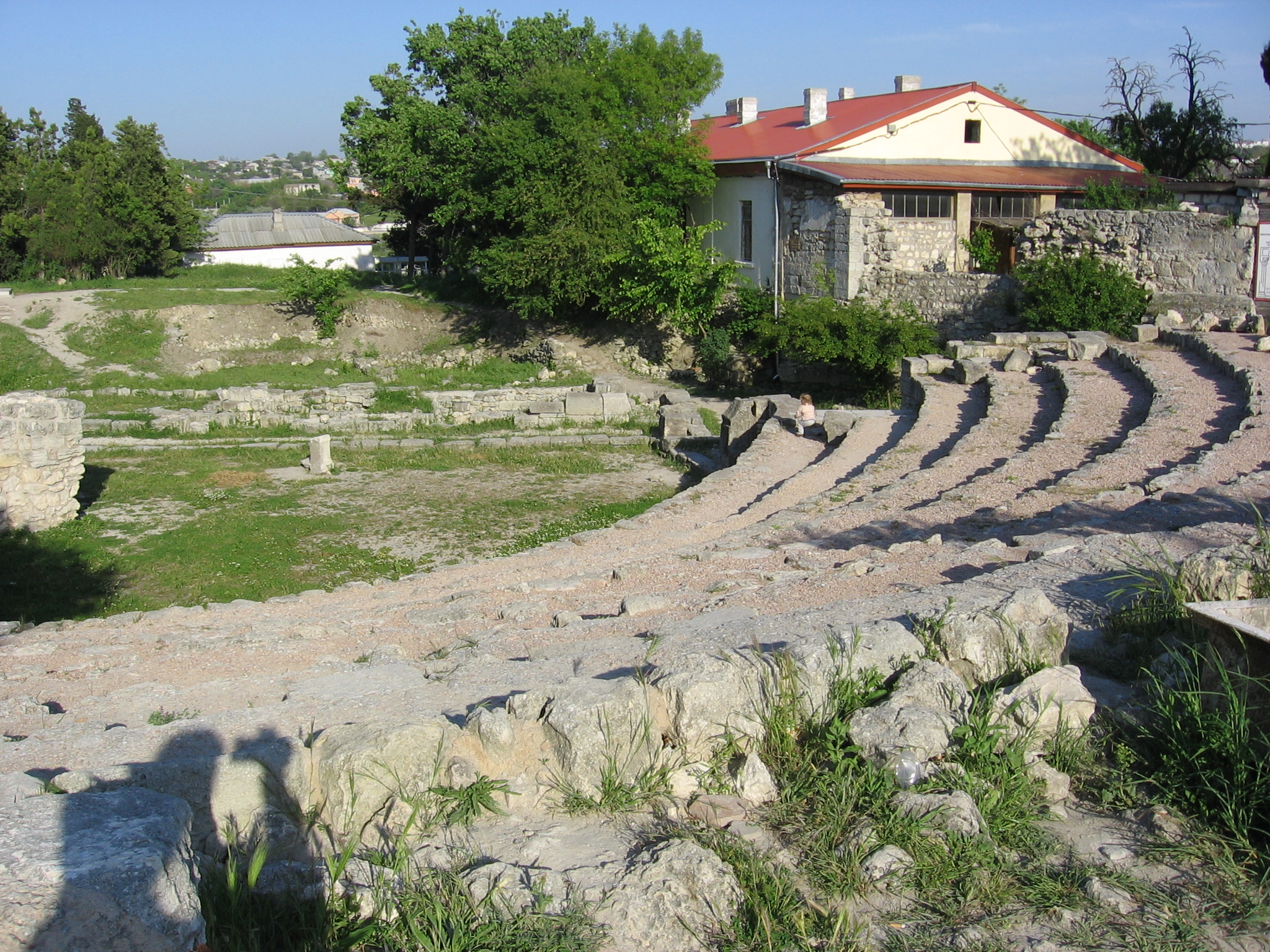
Auditorio del teatro.

El teatro estuvo en uso hasta el año 300 d. C., pero dejó de utilizarse con el establecimiento del cristianismo. Después, sus piedras se reutilizaron para otros edificios. A principios del período bizantino, se construyó una iglesia en el lugar en el siglo V, conocida como la "iglesia de las reliquias" tras un descubrimiento en el sitio.

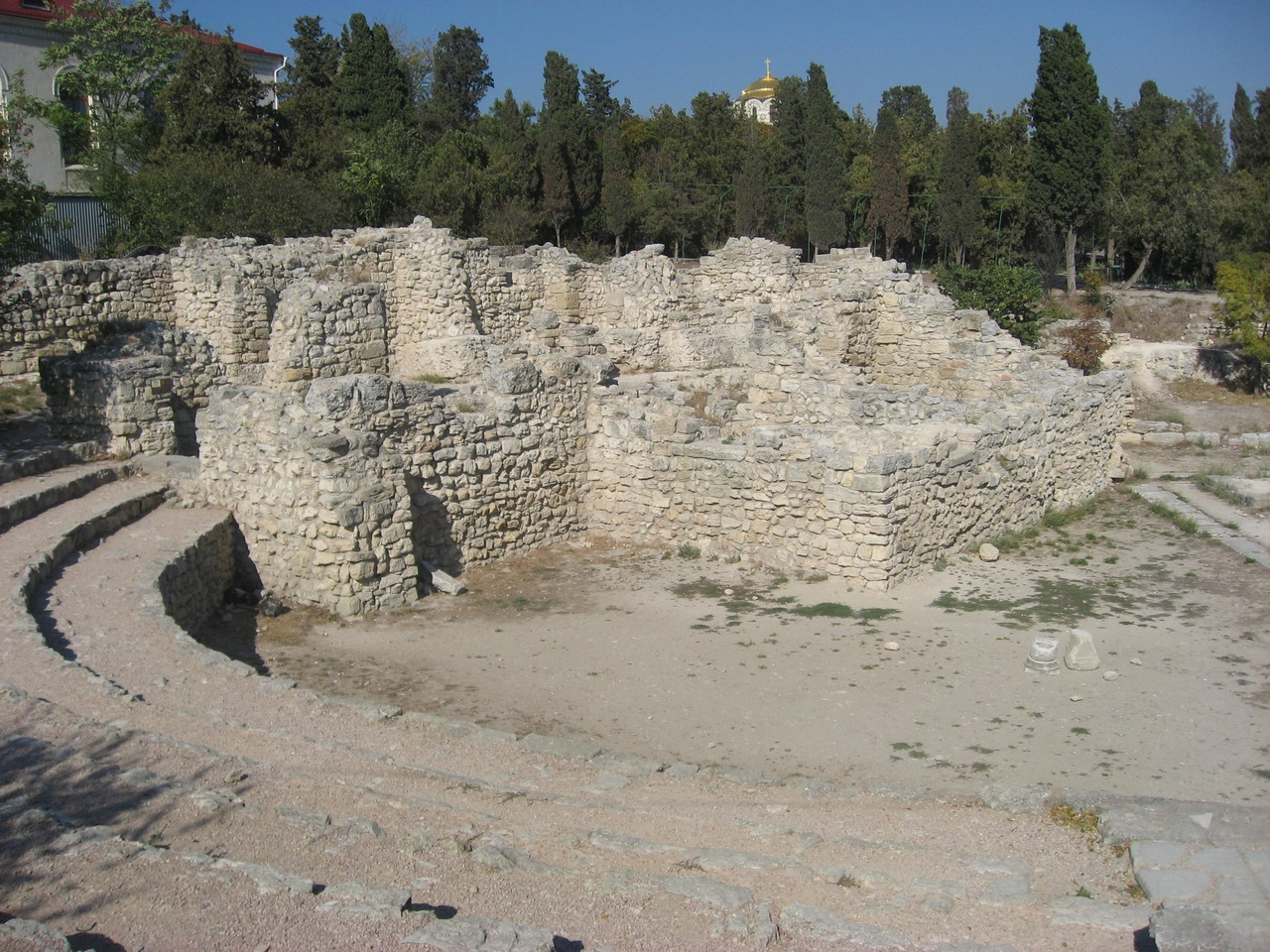
Las ruinas de la iglesia bizantina sobre el auditorio del teatro.

## Descripción
Estaba situado en una ladera natural al sur del ágora de la ciudad y de la calle principal. Tenía un auditorio semicircular, orientado al sureste, con un coro circular en el centro. El aforo era de entre 1800 y 2000 personas. Ocho escaleras verticales dividían el auditorio en siete secciones, cada una con 12 filas de asientos. El diámetro de la orchestra era de unos 23 metros. El proscenio se elevaba entre 1,5 y 2 metros por encima de la orchestra. En esta había un altar. La skené tenía tres espacios.
La posterior iglesia del lugar era cruciforme. Sus ruinas se encuentran en la parte norte del auditorio del teatro.